# Метт Бевін
Меттью Грісволд «Метт» Бевін (англ. Matthew Griswold "Matt" Bevin; нар. 9 січня 1967, Денвер, Колорадо) — американський бізнесмен і політик-республіканець.
Очолював Bevin Brothers Manufacturing Company з 2011 року. 2014 року був кандидатом на посаду сенатора США від штату Кентуккі, але програв внутрішні партійні праймеріз лідеру сенатської меншості Мітчу Макконнеллу.
Губернатор Кентуккі з 2015 до 2019 року.